# Seeschlacht vom 1. Juni 1794
1792

Porrentruy – Marquain – Quiévrain – Verdun – Thionville – Valmy – Lille – Mainz (1792) – Jemappes
1793

Aldenhoven I – Namur – Neerwinden – Mainz (1793) – Famars – Valenciennes (1793) – Arlon (1793) – Hondschoote – Meribel – Avesnes-le-Sec – Pirmasens – Toulon – Fontenay-le-Comte – Cholet – Lucon – Trouillas – Dünkirchen – Le Quesnoy – Menin I – Wattignies – Weißenburg I – Biesingen – Kaiserslautern I – Weißenburg II
1794

Boulou – Landrecis – Menin II – Mouscron – Martinique – Guadeloupe – Tourcoing – Tournai – Kaiserslautern II – San-Lorenzo de la Muga – 13. Prairial – Fleurus – Kaiserslautern III – Vosges – Aldenhoven II
1795

Cornwallis’ Rückzug – Genua – Groix – Hyeres – Handschuhsheim – Mainz (1795) – Mannheim – Loano
1796

Montenotte – Millesimo – Dego – Mondovì – Lodi – Borghetto – Castiglione – Mantua – Siegburg – Altenkirchen – Wetzlar – Kircheib – Kehl – Kalteiche – Friedberg  – Malsch – Neresheim – Sulzbach – Deining – Amberg – Würzburg – Neufundland – Rovereto – Bassano – Limburg – Biberach I – Emmendingen – Schliengen – Caldiero – Arcole – Irland
1797

Fall von Kehl – Rivoli (1797) – St. Vincent – Diersheim – Santa Cruz – Neuwied – Camperduin
Die Seeschlacht vom 1. Juni 1794 war ein Gefecht zwischen Teilen der französischen Atlantikflotte und der britischen Kanalflotte. Die Schlacht fand 400 Seemeilen vor Ouessant im Atlantik statt. 1794 befand sich Frankreich mit allen seinen Nachbarn im Krieg, darunter auch mit dem Vereinigten Königreich. Um eine Hungersnot zu verhindern, wurde Getreide in den Vereinigten Staaten gekauft. Eine größere französische Flotte unter der Führung von Vizeadmiral Louis Thomas Villaret de Joyeuse war im Golf von Biskaya stationiert, um die britische Kanalflotte unter Admiral Richard Howe daran zu hindern, den Konvoi abzufangen. Howe beschloss, den Feind anzugreifen, indem er seine Linie durchbrach und von Lee aus angriff. Aufgrund von Missverständnissen gelang es dem größten Teil seiner Flotte jedoch nicht, die Linie zu durchbrechen, mit Ausnahme von sechs Schiffen. In dem darauf folgenden Mêlée wurden jedoch sechs französische Linienschiffe gekapert. Die Schlacht wird von den Briten auch als „Glorreicher 1. Juni“ (engl.: Glorious First of June) bezeichnet. Die Franzosen bezeichneten sie nach dem republikanischen Kalender, da die Schlacht am 13. Tag des Monats Prairial (des „Wiesenmonats“) stattfand.

## Hintergrund
Nach der Absetzung von Ludwig XVI. und der Ausrufung der Republik 1792 begann die Französische Armee, die preußischen und österreichischen Truppen, die zur Rettung des französischen Königs in Frankreich einmarschiert waren, zurückzudrängen. Die britische Regierung unter Premier William Pitt dem Jüngeren, die sich sicher war, dass eine Ausweitung des Konflikts auf Großbritannien unausweichlich sei, setzte dennoch weiterhin auf Diplomatie. Doch mit der Hinrichtung von Ludwig XVI. am 21. Januar 1793 änderte sich die Lage dramatisch. Schließlich erklärte Frankreich Großbritannien und den Niederlanden am 1. Februar den Krieg. Aufgrund der Lebensmittelknappheit in Frankreich sah sich die französische Regierung gezwungen, große Mengen an Getreide aus den USA zu importieren. Dies bot den Briten eine außerordentliche Gelegenheit, die französischen Kriegsanstrengungen zu schwächen, indem sie ihnen lebenswichtige Nahrungsmittel entzogen.
Mitte April hatte sich ein großer französischer Konvoi unter dem Kommando von Konteradmiral Pierre-Jean Vanstabel in der Chesapeake Bay versammelt, um Getreide und andere Waren im Wert von 1,5 Mio. Pfund Sterling nach Frankreich zu befördern. Die Regierung in London hielt die Einnahme des Konvois für äußerst wichtig, da die Franzosen alles in ihrer Macht stehende tun würden, um ihn zu schützen. Die Ankunft des Konvois würde den Briten daher die Möglichkeit geben, die französische Hauptflotte zu zerschlagen. Der britische Schlachtplan sah einen Zangenangriff aus zwei unterschiedlichen Richtungen vor. Im Süden sollte Konteradmiral George Montagu mit seinem Geschwader aus sechs Linienschiffen und drei Fregatten in die Biskaya segeln, den dortigen französischen Konvoi finden und nach Großbritannien bringen. Gleichzeitig würde Admiral Richard Howe nach Brest segeln, um die dortige französische Atlantikflotte unter Konteradmiral Villaret de Joyeuse am Auslaufen zu hindern und sie nötigenfalls zu vernichten.

## Auftakt
Als Howe am 5. Mai vor Ushant eintraf, schickte er die Pheaton, die Latona und die Orion zur Erkundung aus. Bei ihrer Rückkehr berichteten sie, dass die Hauptstreitmacht der Franzosen noch im Hafen lag. Howe erkannte die große Wahrscheinlichkeit, dass die Franzosen ihren Geleitschutz ausdehnen würden, indem sie auf den herannahenden französischen Konvoi zufuhren. Daher unternahm er keinen Versuch, die französische Flotte am Verlassen von Brest zu hindern, sondern segelte in westlicher Richtung, um sich auf den wahrscheinlichen Kurs von de Joyeuse zu begeben. Er blieb bis zum 18. Mai vor der Küste, konnte aber nichts finden. In der Zwischenzeit hatte Konteradmiral Joseph Marie Nielly am 6. Mai mit fünf Linienschiffen und mehreren Fregatten Rochefort unbemerkt verlassen, um Vanstable entgegenzufahren und ihn in den Hafen von Brest zu begleiten. Als Howe am 19. Mai nach Ushant zurückkehrte, erfuhr er, dass die Franzosen am 16. Mai in See gestochen waren.
Am 20. Mai erhielt Howe von Montagu die Nachricht, dass er zwei Schiffe von Konteradmiral Niellys Geschwader aufgebracht habe. Da dieser dabei sei sich mit dem ankommenden Konvoi aus Amerika zu vereinen, beabsichtige er, Vanstabel abzufangen, bevor Niellys Geschwader eintreffen würde. Howe sah aufgrund der ihm vorliegenden Informationen über den Kurs der Franzosen die Möglichkeit, die französische Flotte endlich zu stellen. Ohne auf Montagu zu warten, machte er sich auf die Verfolgung der Franzosen. Am Morgen des 28. Mai meldete die Queen Charlotte die Franzosen etwa neun Seemeilen entfernt in Luv. Zunächst schien de Joyeuse geneigt zu sein, die Briten anzugreifen; doch als er die Größe der britischen Flotte erkannte, hielt er den Kurs, um den Windvorteil beizubehalten und die Briten daran zu hindern, sich dem Konvoi auf südlichem Kurs weit außer Sichtweite zu nähern. Kurz nach 10.00 Uhr segelte die französische Flotte mit Backbordhalsen hoch am Wind und bildete wenig später eine Kiellinienformation. Die Briten wendeten nacheinander und bildeten um 10.35 Uhr mit Backbordhalsen zwei Kolonnen. Um 13.30 Uhr hatte Howe seinen führenden Schiffen, der Bellerophon, der Russell, der Marlborough und der Thunderer, befohlen, den Feind so schnell wie möglich anzugreifen.
Als es um 13:45 Uhr schien, dass die Franzosen versuchten, sich abzusetzen, gab Howe das Signal zur allgemeinen Verfolgung. Um 14.40 Uhr feuerte die Russell auf die hintersten Schiffe der Franzosen. Darunter war auch die Revolutionaire. Um 18:00 Uhr schloss die Bellerophon zur Revolutionaire auf, gefolgt von der Marlbourough und der Thunderer. Gegen 19.30 Uhr waren sowohl die Revolutionaire als auch die Bellerophon schwer beschädigt – letztere so schwer, dass sie das Feuer einstellen und abdrehen musste. Bald darauf näherten sich die Leviathan und die Audacious der Revolutionaire. Um 20.00 Uhr erhielt sie den Befehl, die Verfolgung aufzugeben und zur Hauptflotte zurückzukehren. Die Audacious kämpfte bis 22.00 Uhr weiter gegen die Revolutionaire. Unfähig, der Flotte zu folgen oder den Kampf erneut aufzunehmen, segelte sie nach England zurück. Beide Flotten setzten in der Nacht zum 28. Mai ihren parallelen Kurs in Kiellinienformation fort. Am Morgen des 29. Mai hatten die Briten zur französischen Flotte aufgeschlossen. Gegen 07.00 Uhr gab Howe der Flotte das Signal, nach Steuerbord zu wenden und die Nachhut der Franzosen anzugreifen, indem sie deren Linie durchbrechen sollte.
Als der Moment für die Vorhut gekommen war, die Linie zu durchbrechen, eröffnete sie stattdessen das Feuer aus langer Distanz und drehte dann ab. Howe war in einer verzweifelten Situation gefangen. Als er auf der Queen Charlotte in Schussweite war, hatte keines der britischen Schiffe die französische Linie durchbrochen. Während seine Vorhut die Franzosen nur in beträchtlicher Entfernung angriff, durchbrach die Queen Charlotte um 13.30 Uhr die französische Linie achtern der Eole, gefolgt von der Bellerophon und der Leviathan, die den Bug bzw. das Heck der Terrible passierten. Das Gefecht ging chaotisch weiter, bis Admiral de Joyeuse, der zuvor zur Unterstützung seiner Nachhut gewendet hatte, sich näherte, um die beiden schwer beschädigten Schiffe Tyrannicide und Indomptable zu retten. Unfähig zu reagieren, forderte er Unterstützung, um den beschädigten Schiffen Queen und Royal George, Deckung zu geben, auf die de Joyeuse zuzusteuern schien. Nach einem kurzen Austausch von Breitseiten endete das Gefecht um 17.00 Uhr.
Am 30. und 31. Mai verhinderte Nebel in der Nacht die Fortsetzung des Kampfes. Doch am Morgen des 31. Mai löste sich der Nebel auf und Howe gab der Flotte den Befehl, sich zum Gefecht klar zu machen. Gegen Mittag wurde die französische Flotte, bestehend aus sechsundzwanzig Linienschiffen, in nördlicher Richtung gesichtet. Um 14.00 Uhr gingen die Briten vor den Wind, und die Franzosen bildeten eine Schlachtreihe mit Backbordhalsen. Um 17.00 Uhr waren beide Flotten etwa 4 Seemeilen voneinander entfernt. Eine große Schlacht schien unmittelbar bevorzustehen, aber um 19.00 Uhr beschloss Howe, bei Tageslicht zu kämpfen, damit seine Signale zu sehen waren.

## Die Schlacht

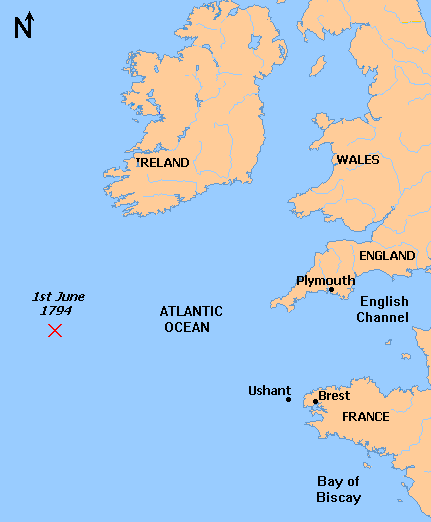
Ort der Schlacht

In der Nacht zum 31. Mai standen die Briten in westlicher Richtung, und im Morgengrauen des 1. Juni befanden sie sich auf 47° 48′ nördlicher Breite und 18° 30′ westlicher Länge bei einer leichten Brise aus Süd bis West. Die Franzosen, die sich noch in der Schlachtlinie befanden, lagen 5 Seemeilen vor dem Steuerbordbug der Briten. Um 5.00 Uhr morgens steuerten die Briten nach Nordwesten und änderten um 6.15 Uhr ihren Kurs nach Norden. Howe wollte die übliche Rückzugstaktik überwinden, die bei Kämpfen in Lee angewandt wird. Der konventionelle Angriff hätte darin bestanden, den Feind von der Luvseite her in einer Linie parallel zu ihm anzugreifen. Die Franzosen würden wie üblich versuchen, alle Masten und Spieren der Takelage zu zerstören, um die gegnerische Flotte lahmzulegen. Danach würden sie sich in geordneter Weise zurückziehen. Howe hingegen plante, die Flotte fast bis zum Bug auflaufen zu lassen, an allen möglichen Stellen durchzubrechen, um die Franzosen an der Flucht zu hindern und sie dann im anschließenden Nahkampf zu vernichten.
Am Morgen des 1. Juni trafen beide Flotten in Schlachtlinie mit westlichem Kurs wieder aufeinander. Auch diesmal folgte die Caesar nicht der Absicht Howes. Anstatt die französische Linie zu durchbrechen, wurden die Großsegel der Caesar gestrichen, was die gesamte britische Vorhut in Mitleidenschaft zog. Nur Howe selbst auf der Queen Charlotte, die Defence, die Marlborough, die Royal George, die Queen und die Brunswick hielten sich an seinen Plan. Die anderen fuhren nach Luv und griffen aus der Ferne an. Die Defence durchschnitt die französische Linie zwischen der Mucius und der Tourville, die von beiden schwer beschädigt wurde. Kurz darauf näherte sich die Républicain der Defence, die bereits ihren Groß- und Besanmast verloren hatte und eröffnete das Feuer. Nachdem sie auf diese Weise auch noch ihren Fockmast verloren hatte, musste sie sich von einer Fregatte in Schlepptau nehmen lassen. Die Queen Charlotte folgte als nächste und passierte die Linie zwischen der Montagne und der Jacobin. Die Queen Charlotte ließ eine Breitseite los, als sie sich in Lee befand und an der Steuerbord querab der Montagne vorbeigleitete. Da die Franzosen nicht mit einem Angriff von Lee rechneten, waren sämtliche Steuerbord-Geschützpforten der Montagne geschlossen.
Da die Montagne nicht in der Lage war, sofort zurückzuschlagen, wurde sie schwer beschädigt, wobei 300 Seeleute starben oder verwundet wurden. Die Jacobin, die inzwischen hinter der Montagne auftauchte, schob sich zwischen sie und die Queen Charlotte. Als die drei Schiffe versuchten, in diesem Mêlée zu manövrieren, konnte sich die Montagne absetzen. Die Queen Charlotte blieb zwischen der Juste und der Jacobin liegen, von wo aus letztere die Vormarsstenge der Queen Charlotte beschoss und sich dann ebenfalls zurückfallen ließ. Die Juste, die bereits von der Invincible angegriffen worden war, war nun mit der Queen Charlotte in einen Kampf verwickelt. Nachdem sie alle ihre Masten verloren hatte, strich sie ihre Fahne. Als die Marlborough die Linie am Heck der Impétueux durchschnitt, verhakten sie sich an den Besanwanten und am Bugspriet der Impétueux. Beide Schiffe tauschten einige Breitseiten aus, die an beiden Schiffen schwere Schäden verursachten. Kurz darauf kam die Mucius der Impétueux zu Hilfe. Als die Marlborough versuchte, sich zurückzuziehen, feuerte die Montagne, die sich gerade von der Queen Charlotte löste, auf sie und zerstörte alle Masten der Marlborough. Die Brunswick und die Queen und die Royal George erlitten ebenfalls schwere Schäden, als sie die französische Schlachtlinie passierten und ihre Gegner angriffen.

Schlachtordnung

### Vorhut
Die Bellerophon hielt querab an Steuerbord auf die Eole zu und eröffnete um 08.45 Uhr das Feuer. Da die Bellerophon sowohl von der Eole, als auch kurz darauf von der Trajan beschossen wurde, war das Schiff zu stark beschädigt, um weiter zu kämpfen. Daher gab sie der Fregatte Latona das Signal, sie abzuschleppen. Die Latona drängte sich zwischen die Schiffe der französischen Schlachtreihe und eröffnete das Feuer auf die Eole. Anschließend schleppte sie die Bellerophon in Sicherheit. Die Leviathan hingegen konnte die America außer Gefecht setzen, wurde aber dabei aber von der Eole und der Trajan beschossen. Nach einem zweistündigen Gefecht ließ die Leviathan von der America ab, um sich der Queen Charlotte im Zentrum anzuschließen. Die Témeraire lieferte sich einen Kampf mit der Russel zerstörte dabei eine ihrer Marsstengen und entkam mit der Trajan und der Eole nach Luv. Die Russell beschoss daraufhin mehrere vorbeifahrende französische Schiffe, bevor sie gemeinsam mit der Leviathan ins Zentrum der französischen Flotte vorstieß. Die Royal Sovereign eröffnete zunächst das Feuer auf die Terrible, bis diese aus der Linie nach Luv abfiel. Zusammen mit der Valiant setze die Royal Sovereign ihr nach, bis die Montagne und die Jacobin ihr zur Hilfe kamen.

### Zentrum
Die Impregnable, die Tremndous, die Cullodan, die Gibraltar und die Barfleur hielten sich viel zu weit in Luv, um eine Wirkung zu erzielen. Die Valiant richtete ihre Aufmerksamkeit auf die Achille, die bereits von der Queen Charlotte und der Brunswick attackiert worden war, und beschädigte sie schwer. Die Orion kämpfte mit der Northumberland und der Patriote, während die Queen, die beim Herannahen schweren Schaden erlitt, es nicht schaffte, sich querab der Northumberland zu positionieren. Sie schloss daher zur Jemmapes auf, die nach einstündigem Kampf kapitulierte. Gleichzeitig war die Queen so schwer beschädigt, dass sie zwischen der britischen und französischen Schlachtlinie trieb.

### Nachhut
Die Royal George und die Glory hatten in einem erbitterten Schlagabtausch die Scipion und die Sans Pareil außer Gefecht gesetzt, hatten aber selbst zu großen Schaden erlitten, um beide Prisen in Besitz zu nehmen. Um 11.15 Uhr signalisierte de Joyeuse seinen noch einsatzfähigen Schiffen, sich um ihn herum zu sammeln. Anschließend formierte er aus zwölf Schiffen eine neue Kolonne und segelte in Richtung der bereits angeschlagenen Queen. Howe, der de Joyeuses Absicht erkannte, formierte ebenfalls ein neues Geschwader, bestehend aus der Queen Charlotte, der Royal Sovereign, der Valiant, der Leviathan, der Barfleur und der Thunderer. Um 11.30 Uhr hatten die französischen Schiffe die Queen erreicht. Nach einem kurzen Schusswechsel, bei dem es den Franzosen gelang, vier der französischen Schiffe zu retten, drehte de Joyeuse nach Norden in Richtung Frankreich ab.

## Flotten

### Großbritannien
| Admiral Howes Flotte | Admiral Howes Flotte | Admiral Howes Flotte                               | Admiral Howes Flotte | Admiral Howes Flotte | Admiral Howes Flotte | Admiral Howes Flotte                                 |
| Schiff               | Kanonen              | Kommandant                                         | Verluste             | Verluste             | Verluste             | Anmerkungen                                          |
| Schiff               | Kanonen              | Kommandant                                         | getötet              | verwundet            | Insgesamt            | Anmerkungen                                          |
| -------------------- | -------------------- | -------------------------------------------------- | -------------------- | -------------------- | -------------------- | ---------------------------------------------------- |
| Caesar               | 80                   | Anthony James Pye Molloy                           | 14                   | 53                   | 67                   |                                                      |
| Bellerophon          | 74                   | William Johnstone Hope                             | 4                    | 27                   | 31                   | Flaggschiff von Konteradmiral Thomas Pasley          |
| Leviathan            | 74                   | Hugh Seymour                                       | 11                   | 32                   | 43                   |                                                      |
| Russell              | 74                   | John Willett Payne                                 | 8                    | 26                   | 34                   |                                                      |
| Royal Sovereign      | 100                  | Henry Nicholls                                     | 14                   | 44                   | 58                   | Geschwaderflaggschiff von Vizeadmiral Thomas Graves  |
| Marlborough          | 74                   | George Cranfield Berkeley                          | 29                   | 80                   | 109                  |                                                      |
| Defence              | 74                   | James Gambier                                      | 17                   | 36                   | 53                   |                                                      |
| Impregnable          | 98                   | George Blagden Westcott                            | 7                    | 24                   | 31                   | Flaggschiff von Konteradmiral Benjamin Caldwell      |
| Tremendous           | 74                   | James Pigot                                        | 3                    | 8                    | 11                   |                                                      |
| Barfleur             | 98                   | Cuthbert Collingwood                               | 9                    | 25                   | 34                   | Flaggschiff von Konteradmiral George Bowyer          |
| Invincible           | 74                   | Thomas Pakenham                                    | 4                    | 10                   | 14                   |                                                      |
| Culloden             | 74                   | Isaac Schomberg                                    | 2                    | 5                    | 7                    |                                                      |
| Gibraltar            | 80                   | Thomas Mackenzie                                   | 2                    | 12                   | 14                   |                                                      |
| Queen Charlotte      | 100                  | Roger Curtis (First Captain), Andrew Snape Douglas | 13                   | 29                   | 42                   | Flottenflaggschiff von Admiral Richard Howe          |
| Brunswick            | 74                   | John Harvey†                                       | 45                   | 114                  | 159                  |                                                      |
| Valiant              | 74                   | Thomas Pringle                                     | 2                    | 9                    | 11                   |                                                      |
| Orion                | 74                   | John Thomas Duckworth                              | 2                    | 24                   | 26                   |                                                      |
| Queen                | 98                   | John Hutt                                          | 14                   | 40                   | 54                   | Flaggschiff von Konteradmiral Alan Gardner           |
| Ramillies            | 74                   | Henry Harvey                                       | 2                    | 7                    | 9                    |                                                      |
| Alfred               | 74                   | John Bazely                                        | 0                    | 8                    | 8                    |                                                      |
| Montagu              | 74                   | James Montagu†                                     | 4                    | 13                   | 17                   |                                                      |
| Royal George         | 100                  | William Domett                                     | 5                    | 49                   | 54                   | Geschwaderflaggschiff von Vizeadmiral Alexander Hood |
| Majestic             | 74                   | Charles Cotton                                     | 2                    | 5                    | 7                    |                                                      |
| Glory                | 98                   | John Elphinstone                                   | 13                   | 39                   | 52                   |                                                      |
| Thunderer            | 74                   | Albemarle Bertie                                   | 0                    | 0                    | 0                    |                                                      |

### Frankreich
| Admiral de Joyeuses Flotte | Admiral de Joyeuses Flotte | Admiral de Joyeuses Flotte        | Admiral de Joyeuses Flotte | Admiral de Joyeuses Flotte | Admiral de Joyeuses Flotte | Admiral de Joyeuses Flotte                                     |
| Schiff                     | Kanonen                    | Kommandant                        | Verluste                   | Verluste                   | Verluste                   | Anmerkungen                                                    |
| Schiff                     | Kanonen                    | Kommandant                        | getötet                    | verwundet                  | Insgesamt                  | Anmerkungen                                                    |
| -------------------------- | -------------------------- | --------------------------------- | -------------------------- | -------------------------- | -------------------------- | -------------------------------------------------------------- |
| Trajan                     | 74                         |                                   |                            |                            |                            |                                                                |
| Éole                       | 74                         | Bertrand de Keranguen             |                            |                            |                            |                                                                |
| América                    | 74                         | Louis L'Heritier                  | 134                        | 110                        | 244                        | gekapert                                                       |
| Téméraire                  | 74                         | Jacques-Gerard Morel              |                            |                            |                            |                                                                |
| Terrible                   | 110                        | Pierre-Jacques Longer             |                            |                            |                            | Geschwaderflaggschiff von Konteradmiral François Joseph Bouvet |
| Impétueux                  | 74                         | Pierre Douville                   | 100                        | 75                         | 175                        | gekapert                                                       |
| Mucius                     | 74                         | Lareguy                           |                            |                            |                            |                                                                |
| Tourville                  | 74                         | Adrien Langlois                   |                            |                            |                            |                                                                |
| Gasparin                   | 74                         | Tardy                             |                            |                            |                            |                                                                |
| Cenvention                 | 74                         | Joseph Allary                     |                            |                            |                            |                                                                |
| Trente-et-un Mai           | 74                         | Honoré Joseph Antoine Ganteaume   |                            |                            |                            |                                                                |
| Tyrannicide                | 74                         | Alain Joseph Dordelin             |                            |                            |                            |                                                                |
| Juste                      | 80                         | John Holloway                     | 1                          | 18                         | 19                         | gekapert                                                       |
| Montagne                   | 118                        | Paul Bazire†                      |                            |                            | 313                        | Flottenflaggschiff von Konteradmiral Louis de Joyeuse          |
| Jacobin                    | 80                         | Gassin                            |                            |                            |                            |                                                                |
| Achille                    | 74                         | Guillaume Jean Noel La Villegris  | 36                         | 60                         | 96                         | gekapert                                                       |
| Vengeur du Peuple          | 74                         | Jean François Renaudin            |                            |                            |                            | gekapert (später gesunken)                                     |
| Patriote                   | 74                         |                                   |                            |                            |                            |                                                                |
| Northumberland             | 74                         | Jean Pierre Étienne               | 60                         | 100                        | 160                        | gekapert                                                       |
| Entreprenant               | 74                         | Antoine Maximilien César Lefrancq |                            |                            |                            |                                                                |
| Jemmapes                   | 74                         | Desmartis                         |                            |                            |                            |                                                                |
| Neptune                    | 74                         | Pierre Tiphaine                   |                            |                            |                            |                                                                |
| Pelletier                  | 74                         | Berrade                           |                            |                            |                            |                                                                |
| Républicain                | 110                        | Pierre-Mandé Lebeau               |                            |                            |                            | Geschwaderflaggschiff von Konteradmiral Joseph-Marie Nielly    |
| Sans Pareil                | 80                         | Charles Dudley Pater              | 260                        | 120                        | 380                        | gekapert                                                       |
| Scipion                    | 80                         | Huguet                            | 64                         | 151                        | 215                        | gekapert                                                       |

## Nachwirkungen
Auf britischer Seite beliefen sich die Verluste auf 290 Tote und 858 Verwundete, während die Franzosen 7.000 Tote, Verwundete und Gefangene zu beklagen hatten. Nach der Schlacht beanspruchten sowohl Großbritannien als auch Frankreich den Sieg für sich. Howe war mit zwei Zielen aufgebrochen, nämlich erstens den Feind anzugreifen und zweitens den französischen Konvoi abzufangen. Es gelang ihm, sieben französische Schiffe zu kapern oder zu versenken, ohne eines der eigenen zu verlieren, aber an letzterem Ziel scheiterte er. Frankreich hingegen hatte es geschafft, dass der lebenswichtige Konvoi den Atlantik unbeschadet überquerte und ohne größere Verluste in Brest eintraf. In Großbritannien wurden der Flotte und ihren Kommandanten zahlreiche Ehrungen zuteil. Beide Kammern des Parlaments sprachen allen, die an der Schlacht teilgenommen hatten, ihren Dank aus. Vizeadmiral Graves wurde als Baron Graves in den irischen Adelsstand erhoben, während Vizeadmiral Hood zum Viscount Bridport ernannt wurde. Die Konteradmirale Bowyer, Gardner, Pasley und Curtis wurden zu Baronets ernannt, und Bowyer und Pasley erhielten als Entschädigung für ihre schweren Verwundungen Pensionen in Höhe von 1.000 Pfund pro Jahr.
In Frankreich wurde Konteradmiral de Joyeuse am 27. September 1794 zum Vizeadmiral befördert. Die Meinungen in Frankreich über den Ausgang der Schlacht waren jedoch geteilt. Während viele die Schlacht als großen Sieg feierten, waren hochrangige Marineoffiziere der Meinung, dass de Joyeuse die verbliebenen Schiffe von Howes Flotte hätte angreifen und vernichten können, wenn er sich nur mehr eingesetzt hätte. Im Verlauf der Schlacht zeigte sich, dass die Flotte des revolutionären Frankreich, geschwächt durch die Säuberungsaktionen im Offizierskorps und die gegenüber der neuen Regierung unloyale Haltung der verbliebenen meist adligen Offiziere, der britischen Flotte taktisch und vom Ausbildungsstand her unterlegen war.

## Künstlerische Rezeption
James Hook komponierte aus Anlass der Siegesfeiern das Lied The Glorious First of June.